# Nobuo Kawaguchi
Pour les articles homonymes, voir Kawaguchi (homonymie).
Nobuo Kawaguchi (川口 信男, Kawaguchi Nobuo) est un footballeur japonais né le 10 avril 1975.